# توماس كونينغهام كوشران
توماس كونينغهام كوشران هو محامي وسياسي أمريكي، ولد في 30 نوفمبر 1877 في Sandy Creek Township, Pennsylvania ‏ في الولايات المتحدة، وتوفي في 10 ديسمبر 1957. نشط حزبياً في الحزب الجمهوري. وقد انتخب عضو مجلس النواب الأمريكي ‏.